# Bolanthus mevlanae
Bolanthus mevlanae är en nejlikväxtart som beskrevs av Aytaç. Bolanthus mevlanae ingår i släktet Bolanthus och familjen nejlikväxter. Inga underarter finns listade i Catalogue of Life.